# Haemophilus ducreyi
Haemophilus ducreyi este o bacterie Gram-negativă de tip cocobacil și este agentul etiologic al bolii cu transmitere sexuală denumită șancru moale. Aceasta debutează ca leziune papulară eritematoasă, care se transformă într-o ulcerație sângeroasă, cu bază necrotică.

## Patogeneză
H. ducreyi este un microorganism oportunist, infectând gazda după localizare la nivelul pielii sau epidermei. Inflamația are loc în zonele în care se regăsește un număr mare de limfocite, macrofage și granulocite. Inflamația piogenă induce limfadenită regională în cazul șancrului moale.